# Hans Sixtus

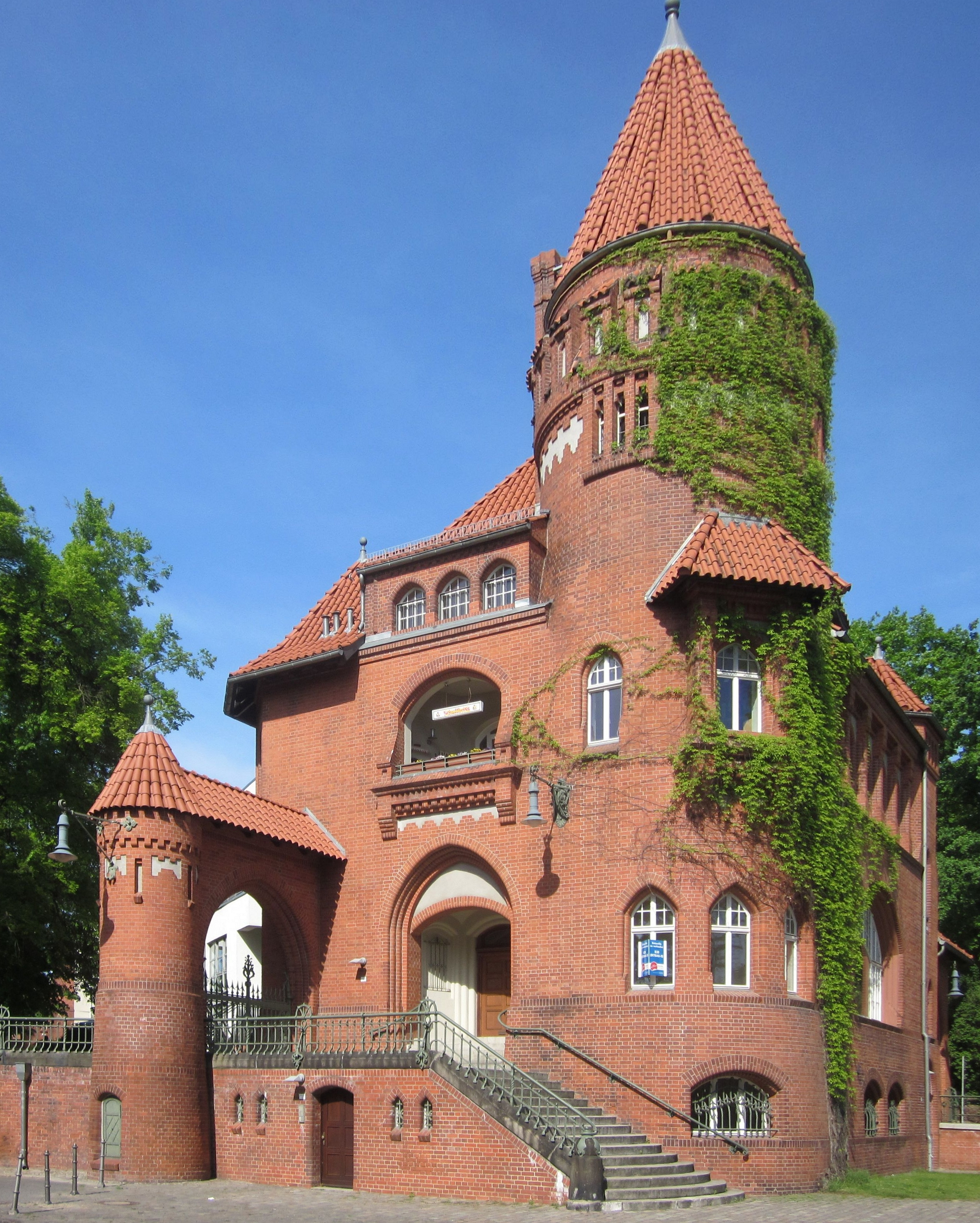
Sixtus-Villa am Kreuzberg

Johannes „Hans“ Sixtus (* 10. Oktober 1907 in Dömitz; † 2. Dezember 1975) war ein deutscher Brauerei-Manager und Verbandsfunktionär.

## Leben
Sixtus begann seine Ausbildung als Prokurist in der Rose-Brauerei in Grabow, Mecklenburg. 1933 erhielt er eine Anstellung als Betriebsleiter bei der Schultheiss-Brauerei in Berlin, bei der er später zum Generalmanager der Schultheiss-Gruppe wurde. In dieser Funktion übernahm er von 1955 bis 1976 das Amt des Präsidenten der Versuchs- und Lehranstalt für Brauerei. 1958 wurde er zum Ehrensenator der Technischen Universität Berlin ernannt. Von 1958 bis 1962 fungierte er auch als Präsident des Deutschen Brauer-Bundes.

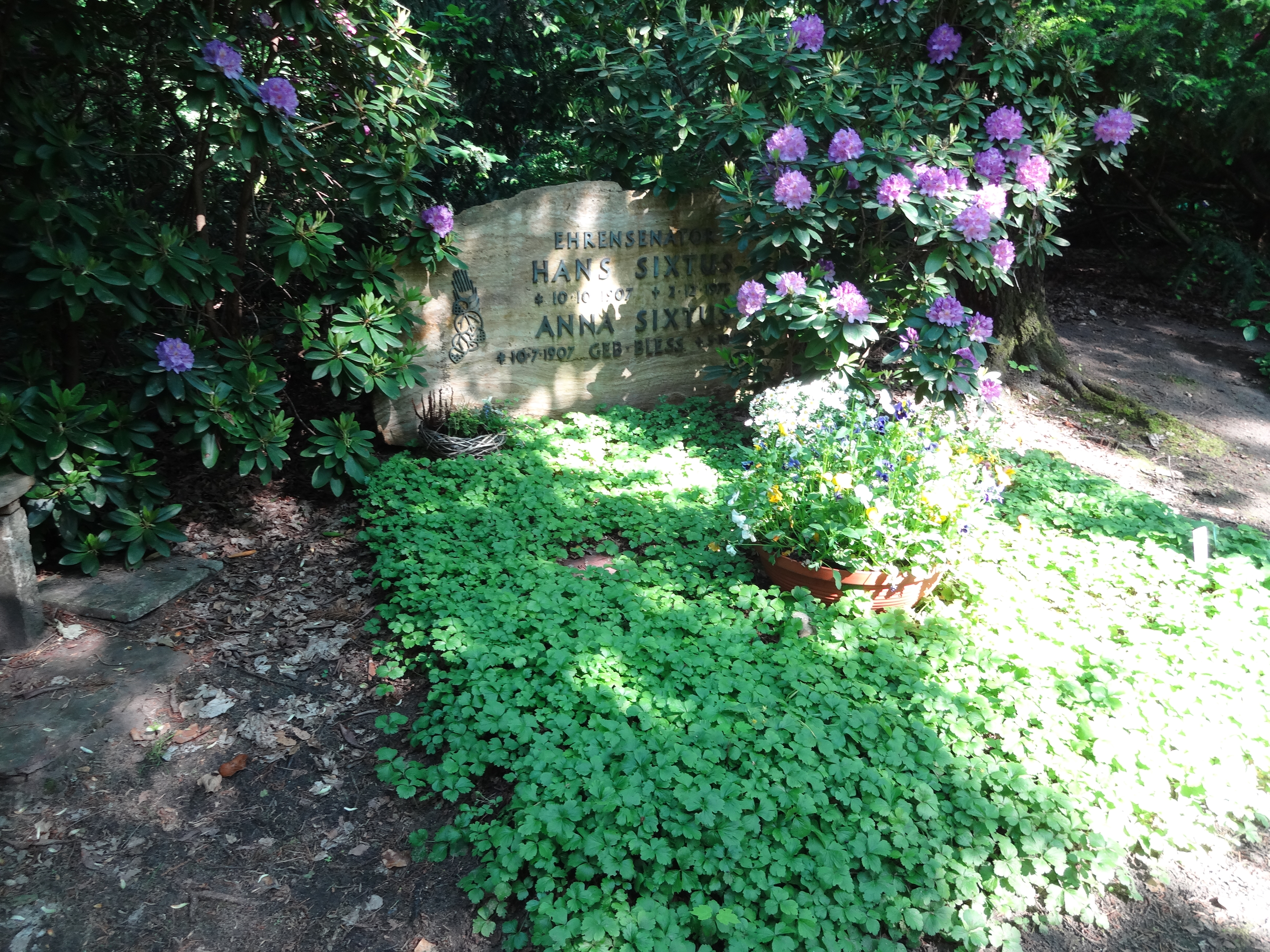
Grab von Hans Sixtus auf dem Friedhof Heerstraße in Berlin-Westend

Hans Sixtus starb 1975 im Alter von 68 Jahren. Sein Grab befindet sich auf dem landeseigenen Friedhof Heerstraße in Berlin-Westend (Grablage: II-Wald-22).